# Donske
Donske (en ukrainien : Донське, en russe : Донское, Donskoïe) est une commune urbaine de l'est de l'Ukraine, dans l'oblast de Donetsk, dépendante du raïon de Volnovakha. Elle était peuplée de 4784 habitants en 2019.

## Géographie
La commune se trouve sur la rive orientale de la rivière Malyï Kaltchyk, affluente de la rivière Kaltchyk, puis du fleuve côtier Kalmious, qui se jette plus au sud dans la mer d'Azov. Elle se trouve à 10 km au sud-sud-est de la ville de Volnovakha, et à 58 km au sud-sud-ouest de celle de Donetsk.